# Standard Chartered Bank
Standard Chartered PLC é um banco britânico com sede em Londres, com operações em mais de setenta países e opera uma rede de mais de 1.700 agências e postos (incluindo subsidiárias, associadas e conjuntos de negócios) e emprega 73.000 pessoas.
Apesar de sua base britânica, tem poucos clientes no Reino Unido e 90% de seus lucros são da Ásia, África e Oriente Médio. A história do banco está entrelaçada com o desenvolvimento do Império Britânico, suas operações são predominantemente nas ex-colônias britânicas, embora nas duas últimas décadas tem se expandido para países que historicamente tiveram pouca influência britânica.
Standard Chartered está listada nas bolsas de valores de Londres, Hong Kong e Índia, além de fazer parte do FTSE 100. Seu principal acionista é a Temasek Holdings. Atualmente patrocina o Liverpool FC.
Standard Chartered Bank tem presença no Brasil desde a década de 1970 com escritório de representação em São Paulo